# 下田田美子
下田　田美子（しもだ　たみこ）は、食コンサルタント、フードコーディネーター、岩手食研究会主催、岩手大学講師。

## 略歴
- 宮城県生まれ。宮城県古川女子高等学校から佐伯栄養専門学校卒。岩手県立胆沢病院副院長・感染管理室長・泌尿器科長の下田次郎は次男。

## 著書
- 知られざるレバーの力
- 鶏料理100選
- 食品と科学(共著)
- 赤ちゃんから幼児の食事「初めてのいただきます」
- 21世紀の健康科学(共著)

## 受賞
- 昭和41年4月 - 婦人の能力を生かすためのテーマで労働省・NHKの論文入選岩手県代表として全国婦人全国婦人会議出席
- 平成5年10月 - 栄養改善事業の発展向上の功績により厚生大臣表彰
- 平成22年10月 - 佐伯矩(世界初の栄養学創始者)特別功労賞受賞
- 平成24年2月 - 若生賞(若生宏　岩手医科大学名誉教授)受賞岩手県内で小児保健活動に尽力により受賞

## 関連人物
- 佐伯矩
- 佐伯芳子

## 所属
- 日本栄養食糧学会
- 日本小児保健学会
- 若さの栄養学会
- 日本栄養士会